# DOOM DADA
DOOM DADA (한국어: 둠 다다)은 대한민국의 음악 그룹 빅뱅의 T.O.P의 두 번째 디지털 싱글 앨범이다. 이 싱글은 T.O.P이  3년 만에 발표한 솔로 곡으로 2013년 11월 5일 정오경 각 온라인 음원 사이트를 통해 공개되었다. 공개 직후 국내 10개 음원 사이트 실시간 차트에서 전부 1위를 기록하며, ‘올킬’을 달성한데 이어 16일 멜론, 올레, 벅스, 엠넷, 지니 등 국내 5개 음원 사이트 일간 차트에서 1위를 차지했다. 11월 6일 YG 공식 블로그를 통해 공개된 뮤직비디오는 서현승 감독이 연출했고, 독특하고 기묘한 장면들로 인해 주목을 모았다.

## 일본 스페셜 에디션
2014년 3월 12일 일본에서 발매된 T.O.P의 'DOOM DADA 일본 스페셜 에디션'은 "DOOM DADA" 뮤직비디오와 메이킹 영상, 2010년 발표한 "Turn It Up" 뮤직비디오, 빅뱅 일본 돔 투어 BIGBANG JAPAN DOME TOUR 2013~2014에서의 T.O.P의 솔로무대 등이 수록된 DVD와 지금까지 발표한 T.O.P의 솔로곡 4곡이 담긴 CD와 부클릿으로 구성되어 있다.
이 패키지는 또한 T.O.P이 일본에서 처음 선보인 솔로 스페셜 패키지로 오리콘 데일리 종합 DVD 차트 1위를 기록했다.

## 트랙 리스트
| #  | 제목          | 작사  | 작곡            | 편곡     | 재생 시간 |
| -- | ------------- | ----- | --------------- | -------- | --------- |
| 1. | 〈DOOM DADA〉 | T.O.P | T.O.P, CHOICE37 | CHOICE37 | 3:33      |